# Zhou Lüxin
Zhou Lüxin (周吕鑫S, Zhōu LǚxīnP; Wuhu, 31 gennaio 1988) è un tuffatore cinese.
Ha vinto la medaglia d'argento nei tuffi dalla piattaforma 10 metri ai Giochi olimpici di Pechino 2008.

## Biografia
Ha rappresentato la propria nazione ai Giochi olimpici di Pechino 2008, dove nel concorso della piattaforma 10 metri ha vinto la medaglia d'argento totalizzando 533,15 punti in finale. Nell'ultima serie di tuffi si è fatto recuperare 34 punti di distacco dall'atleta australiano Matthew Mitcham che ha chiuso con una medaglia d'oro con 537,95 punti. La sua gara è stata comunque miglior di quella di Gleb Sergeevič Gal'perin. Il russo, campione del mondo in carica, ha chiuso terzo con 525,80 punti.

## Palmarès
- Giochi Olimpici

Pechino 2008: argento nella piattaforma 10m.
- Mondiali di nuoto

Melbourne 2007: argento nella piattaforma 10m.
Roma 2009: bronzo nella piattaforma 10m.
- Coppa del Mondo di Tuffi

Changshu 2006: oro nella piattaforma 10m.
- Giochi asiatici

Doha 2006: argento nella piattaforma 10m.
Canton 2010: oro nel sincro 10m.
- Vincitore della Coppa del Mondo della piattaforma 10m nel 2006